# Доне, Кристель
Кристе́ль Доне́ (фр. Christelle Daunay; род. 5 декабря 1974 года в Ле-Мане) — французская легкоатлетка, специализируется в марафоне. Выступала на Олимпиаде в Пекине, где заняла 20-е место — 2:31.48. В настоящее время владеет национальными рекордами на дистанциях 10 000 метров, в беге на 15 километров и в полумарафоне.
Заняла 35-е место на чемпионате мира по кроссу 2013 года. На чемпионате мира 2013 года в Москве бежала дистанцию 10 000 метров, на которой заняла 10-е место. 
29 марта на чемпионате мира по полумарафону финишировала на 7-м месте. Таким образом она была лучшей среди представителей Европы, первые шесть мест заняли африканские бегуньи.

## Достижения
- 2007: 3-е место на Парижском марафоне - 2:28.54
- 2008: 10-е место на Осакском марафоне - 2:28.24
- 2009: 3-е место на Парижском марафоне - 2:25:43
- 2009: 3-е место на Нью-Йоркском марафоне - 2:29.16
- 2010: 2-е место на Парижском марафоне - 2:24.22 NR
- 2010: 6-е место на Нью-Йоркском марафоне - 2:29.20
- 2011: 5-е место на Чикагском марафоне - 2:26.41
- 2013: 4-е место на Нью-Йоркском марафоне - 2:28.14

## Чемпионаты Франции
- Чемпионка Франции по кроссу в 2007, 2009 и 2011 годах
- Чемпионка Франции в беге на 10 000 метров в 2006, 2008 и 2009 годах
- Чемпионка Франции в беге на 5000 метров в 2003, 2004 и 2011 годах